# NGC 330
NGC 330 là cụm sao trong Đám mây Magellan nhỏ. Nó nằm trong chòm sao Đỗ Quyên. Nó được phát hiện vào ngày 1 tháng 8 năm 1826 bởi James Dunlop. Nó được Dreyer mô tả là "một cụm sao cầu, rất sáng, nhỏ, hơi mở rộng, các ngôi sao có cấp sao biểu kiến từ 13 đến 15".